# John Sinclair
John Sinclair (Flint, 2 de outubro de 1941 – Detroit, 2 de abril de 2024) foi um poeta norte-americano. Envolvido com a cena de Detroit, ele já foi empresário da banda MC5 e líder do White Panther Party — um grupo militante antirracista contracultural de socialistas brancos com o objetivo de ajudar os Panteras Negras no movimento dos Direitos Civis - de novembro de 1968 a julho de 1969. John frequentou a Faculdade Flint da Universidade de Michigan, hoje Universidade de Michigan-Flint. Durante a sua estadia na UM-Flint, John serviu no Quadro de Publicações da universidade, no jornal escolar "the word", e foi o presidente do Grêmio de Cinema. Ele se formou em 1964.

## Ativismo nos anos 1960
Sinclair esteve envolvido na reorganização do jornal underground de Detroit Fifth Estate, durante a ascensão da publicação no final dos anos 1960. O Fifth Estate continua a publicar atualmente, fazendo deste um dos jornais alternativos há mais tempo continuamente publicados nos Estados Unidos. Sinclair também contribuiu para a formação da Detroit Artists Workshop Press (Imprensa da Oficina de Artistas de Detroit), que publicou cinco números da revista Work. John trabalhou como escritor de jazz para a Downbeat Magazine de 1964 a 1965, sendo um franco defensor do novo movimento emergente de Free Jazz de vanguarda. John foi um dos "Novos poetas" que leu na Conferência Poética de Berkeley em julho de 1965.

## Detenção e prisão
Depois de uma série de condenações por posse de cannabis, Sinclair foi sentenciado a dez anos de prisão em 1969, depois de ter dado dois cigarros de marijuana a um agente do departamento de narcóticos que estava disfarçado Essa sentença inspirou Abbie Hoffman a pular no palco durante a apresentação do The Who no Festival de Woodstock para protestar. Isso também deu origem ao "Free John Now Rally", uma reunião de shows e discursos na Crisler Arena em Ann Arbor realizada em dezembro de 1971 para pedir a liberdade de Sinclair. O evento reuniu um público de esquerda, incluindo os músicos pop John Lennon (que gravou a canção "John Sinclair" em seu álbum Some Time in New York City), Yoko Ono, David Peel, Stevie Wonder, Phil Ochs e Pete Seeger, os músicos de jazz Archie Shepp e Roswell Rudd, e Allen Ginsberg, Abbie Hoffman, Rennie Davis, David Dellinger, Jerry Rubin, e Bobby Seale, os quais foram oradores durante o evento. Três dias depois da reunião, Sinclair foi libertado da prisão, quando o Supremo Tribunal de Michigan regulou que as leis do estado sobre a marijuana eram inconstitucionais. Esses eventos inspiraram a criação da reunião anual em Ann Arbor Hash Bash, que continua a acontecer, e contribuiu para o percurso da descriminalização da marijuana sob a licença da prefeitura de Ann Arbor.

## Morte
Sinclair morreu em 2 de abril de 2024, aos 82 anos, no Detroit Receiving Hospital devido à insuficiência cardíaca.

## Discografia
John Sinclair gravou vários de seus poemas e ensaios. Nesses álbuns, músicos de blues e jazz fornecem paisagens sonoras psicodélicas para acompanhar sua entrega:

### John Sinclair
- Thelonious Volume 1: A Book of Monk (1996) Blue Notes, Alive Records, New Alliance
- Underground Issues (2000)[7]
- Der Pfähler (2005) Verlagsgr[7]
- It's All Good (2005)[7]
- No Money Down: Greatest Hits, Volume 1 (2005)[7]
- Fattening Frogs For Snakes, Volume Two: Country Blues (2005) Okra-Tone[7]
- Country Blues (2005) No Cover Productions[7]
- Guitar Army (2007)[7]
- It's All Good: A John Sinclair Reader (2010)[7]
- Song of Praise — Homage to John Coltrane (2011)[7]
- Beatnik Youth (2012) Iron Man[7]
- Conspiracy Theory (2012)[7]
- Viperism (2012)[7]
- Fattening Frogs For Snakes, Volume Four: Natural From Our Hearts[7]
- Mohawk (2014) Iron Man[7]
- Beatnik Youth Ambient (2017[7]
- Mobile Homeland (2017)[7]
- Beatnik Youth (2017)[7]

### John Sinclair & His Blues Scholars
- Full Moon Night (1994)[7]
- Total Energy (1995)[7]
- Full Circle (1997) Alive Records[7]
- White Buffalo Prayer (2000)
- Fattening Frogs For Snakes, Volume Three: Don't Start Me To Talking (2009)[7]

### John Sinclair & Ed Moss with The Society Jazz Orchestra
- If I Could Be With You (1996)[7]

### John Sinclair & His Boston Blues Scholars
- If I Could Be With You (1996)[7]
- Steady Rollin' Man Live (2001) TriPup Records[7]
- Fattening Frogs For Snakes, Volume One: The Delta Sound (2002)[7]
- KnockOut (2002)

### John Sinclair & Monster Island
- PeyoteMind (2002). As reflexões de Sinclair, inspiradas em uma viagem de peyote que ele teve em 1963, são musicadas por Cary Loren para Monster Island.[8]

### John Sinclair & Mark Ritsema
- Criss Cross (2007) Big Chief[7]

### John Sinclair & Pinkeye
- Tearing Down the Shrine of Truth & Beauty (2008)[7]

### John Sinclair & His Motor City Blues Scholars
- Detroit Life (2008) CD Baby[7]

### John Sinclair & Planet D Nonet
- Viper Madness (2010) No Cover Productions[7]

### John Sinclair & His International Blues Scholars
- Let's Go Get 'Em (2011)[9]
- Live at the Scarab Club Presents: Monk's Dream Eld[7]

### John Sinclair & Hollow Bones
- Honoring The Local Gods (2011) Straw2Gold[7]
- Die Nacht des Schwarzen Drachen[7]